# Hatting
Hatting ist eine Gemeinde mit 1525 Einwohnern (Stand 1. Jänner 2024) im Bezirk Innsbruck-Land in Tirol. Die Gemeinde liegt im Gerichtsbezirk Telfs.

## Geografie
Hatting liegt im oberen Inntal, etwa 18 Kilometer westlich von Innsbruck zwischen Zirl und Telfs. Die Nordgrenze bildet der Inn in einer Höhe von 600 Meter über dem Meer. Das größte Gewässer neben dem Inn ist der Klammbach, der teilweise die Grenze im Nordwesten bildet. Nach Südwesten steigt das Gemeindegebiet zum 2308 Meter hohen Rauhen Kopf an. Dieser gehört zu den Nördlichen Sellrainer Bergen, einer Untergruppe der Stubaier Alpen.
Die Gemeinde hat eine Fläche von 7,07 Quadratkilometer. Davon sind 18 Prozent landwirtschaftliche Nutzfläche, 60 Prozent Wald und 10 Prozent Almen.

### Gemeindegliederung
Das Gemeindegebiet umfasst folgende zwei Ortschaften (in Klammern Einwohnerzahl Stand 1. Jänner 2024):
- Hatting (1443)
- Hattingerberg (82)

Die Gemeinde besteht aus der Katastralgemeinde Hatting.

### Nachbargemeinden
|           | Pettnau                                     |        |
| Polling   | Kompassrose, die auf Nachbargemeinden zeigt |        |
| Flaurling |                                             | Inzing |

## Geschichte
In einer Urkunde aus dem 11. Jahrhundert findet sich die Bezeichnung Hattanhoven. In dieser Zeit war das Kloster Schlehdorf in Oberbayern der größte Grundbesitzer in Hatting. Im Jahr 1286 findet sich erstmals der Name „Haettingen“. Eine wirtschaftliche Bedeutung hatte die Fähre über den Inn. Gemeinsam mit dem Nachbarort Inzing wird Hatting im Jahr 1626 als Viertel des Gerichtes bezeichnet und 1775 erstmals im Theresianischen Steuerkataster als eigenständige Steuergemeinde genannt. Unter bayrischer Verwaltung wurde der Ort 1811 wieder mit Inzing vereint, 1832 wurde Hatting wieder eine eigenständige Gemeinde. Die Einstellung des Fährbetriebes erfolgte nach dem Bau der Innbrücke im Jahr 1900. Zur Pfarre erhoben wurde der Ort erst 1966.
Die Gemeinde wurde im Jahre 1974 an die Gemeinde Inzing angegliedert und 1992 wieder von ihr getrennt.
Das Haufendorf geht in seinem Grundriss auf die alte Salzstraße von Kematen nach Telfs zurück.

### Bevölkerungsentwicklung

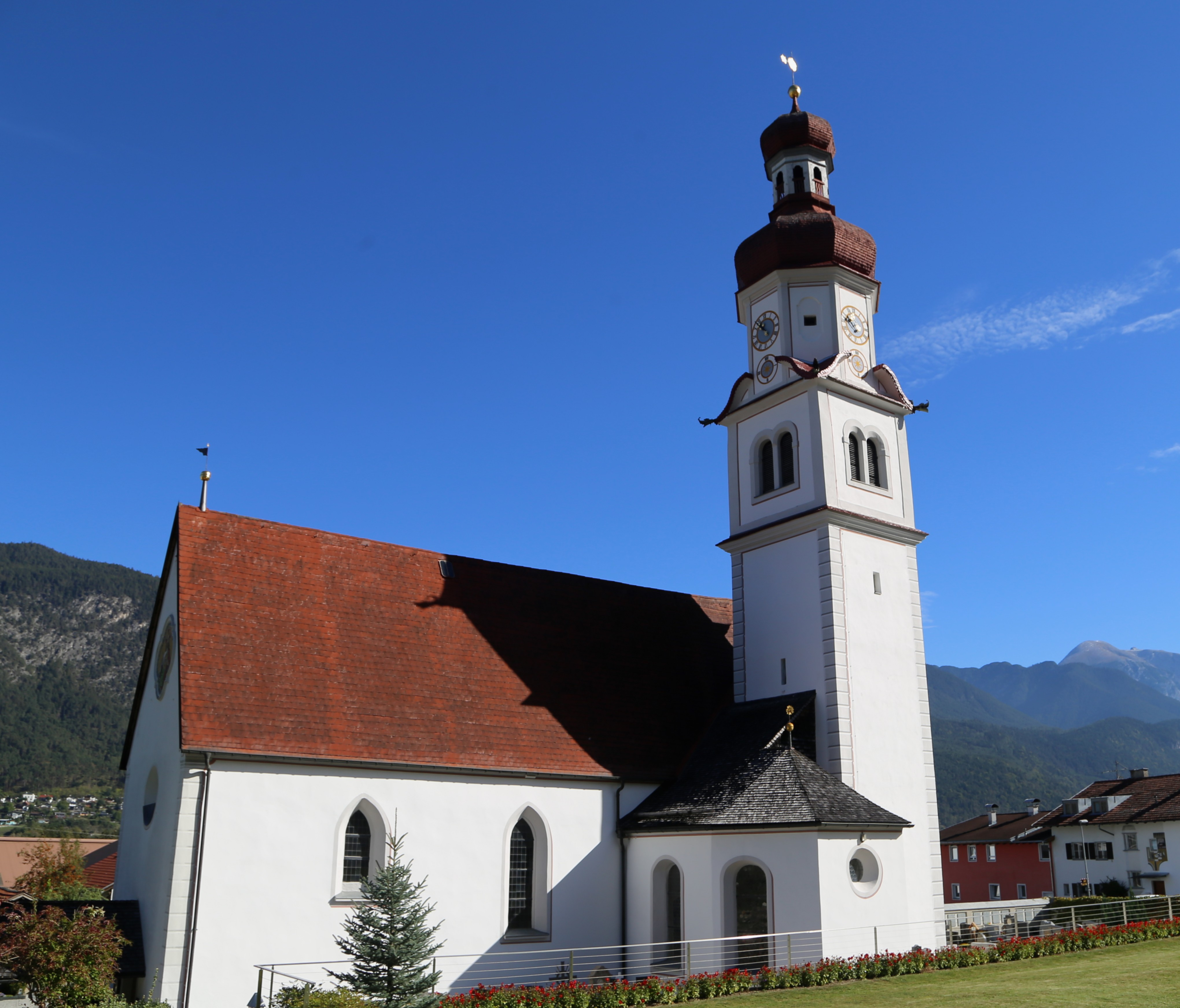
Pfarrkirche hl. Ägidius

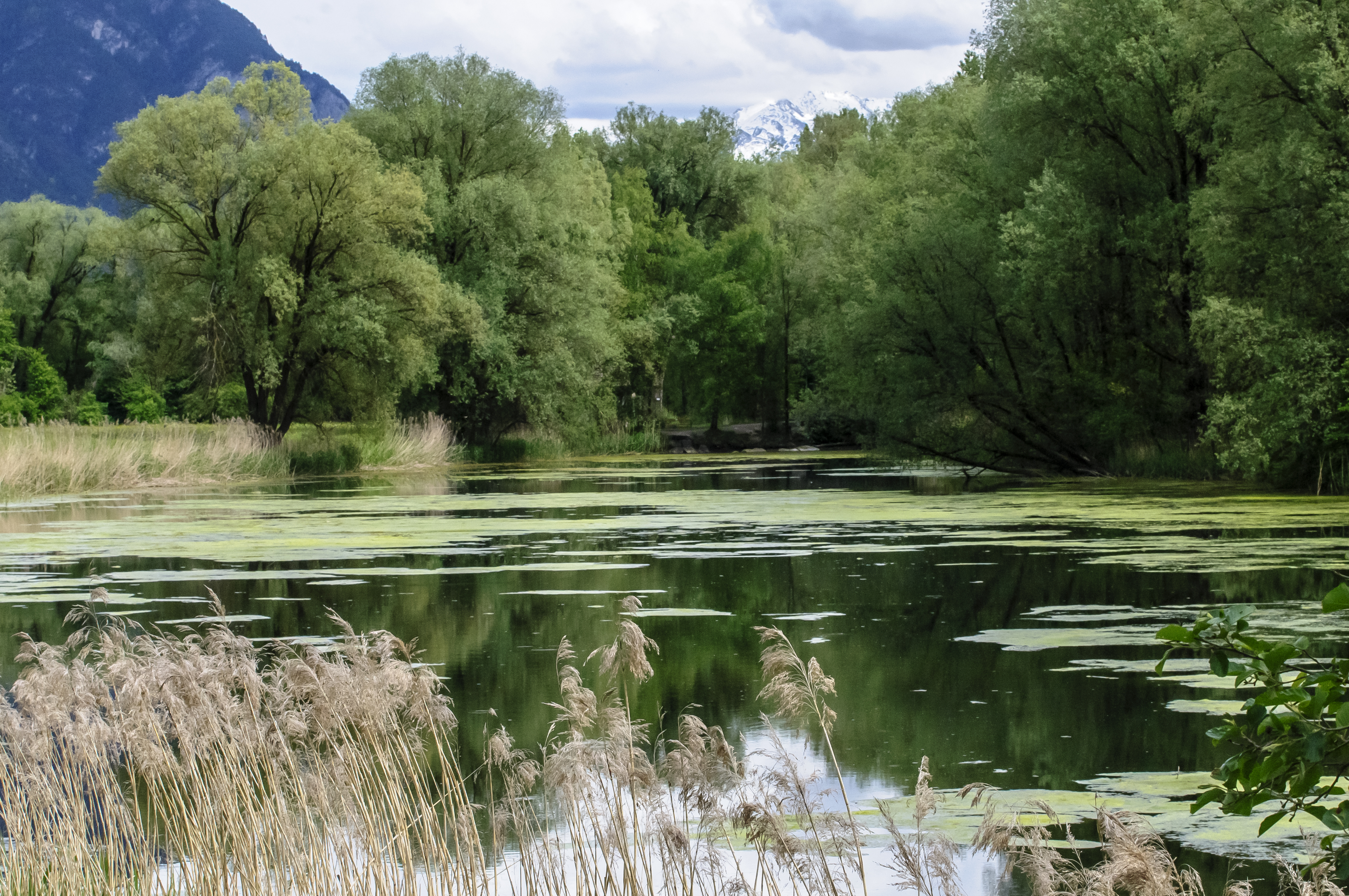
Naturschutzgebiet Gaisau

EinwohnerJahr20040060080010001200140016001860189019201950198020102040EinwohnerEinwohnerentwicklung von Hatting

## Kultur und Sehenswürdigkeiten
- Katholische Pfarrkirche hl. Ägidius
- Naturschutzgebiet Gaisau: Dieses 27 Hektar große Naturschutzgebiet befindet sich in den Gemeinden Inzing, Hatting und Pettnau. Es beinhaltet einen der letzten Auwälder des Inntals mit Feuchtwiesen und mageren Wiesenböschungen.[4]

## Wirtschaft und Infrastruktur

### Wirtschaftssektoren
Im Sektor Land- und Forstwirtschaft gibt es einen Betrieb, der von einer juristischen Person geführt wird und die Hälfte der Flächen bewirtschaftet. Der größte Arbeitgeber sind die sozialen und öffentlichen Dienste, die mehr als fünfzig Erwerbstätige beschäftigen (Stand 2011).
| Wirtschaftssektor            | Anzahl Betriebe | Anzahl Betriebe | Erwerbstätige | Erwerbstätige |
| Wirtschaftssektor            | 2011            | 2001            | 2011          | 2001          |
| ---------------------------- | --------------- | --------------- | ------------- | ------------- |
| Land- und Forstwirtschaft 1) | 20              | 21              | 23            | 10            |
| Produktion                   | 6               | 7               | 26            | 21            |
| Dienstleistung               | 46              | 31              | 100           | 57            |

1) Betriebe mit Fläche in den Jahren 2010 und 1999

### Arbeitsmarkt, Pendeln
Im Jahr 2011 lebten 628 Erwerbstätige in Hatting. Davon arbeiteten nur 86 in der Gemeinde, mehr als 85 Prozent pendelten aus.

### Verkehr
- Bahn: Verkehrsmäßig ist der Ort über eine Haltestelle an die Arlbergbahn angeschlossen, die von den Zügen der S-Bahn Tirol bedient wird.
- Straße: Hatting ist über die Völser Straße L 11 mit Innsbruck und Pfaffenhofen und über die Hattinger Straße L 307 mit Pettnau auf der anderen Innseite verbunden. Nördlich des Inns verläuft die Inntal Autobahn A 12, die über die Raststätte Pettnau angeschlossen ist.

## Politik

### Gemeinderat
Bei den Gemeinderatswahlen werden 13 Mandatare gewählt:
| Partei                  | 2022    | 2022    | 2022    | 2016    | 2016    | 2016    | 2010  | 2010    |
| Partei                  | Prozent | Stimmen | Mandate | Prozent | Stimmen | Mandate | %     | Stimmen |
| ----------------------- | ------- | ------- | ------- | ------- | ------- | ------- | ----- | ------- |
| Gemeinsam für Hatting   | 51,77   | 425     | 7       | 55,94   | 433     | 8       | 53,26 | 392     |
| Lebenswertes Hatting    | 23,51   | 193     | 3       | 27,39   | 212     | 3       | 14,13 | 104     |
| Für Hatting aktiv – SPÖ | 13,03   | 107     | 2       | 16,67   | 129     | 2       | 32,61 | 240     |
| FPÖ HATTING - FPÖ       | 11,69   | 96      | 1       |         |         |         |       |         |

### Bürgermeister
Die letzten Bürgermeisterwahlen fanden gleichzeitig mit den Gemeinderatswahlen am 27. Februar 2022 statt. Dabei wurde Dietmar Schöpf zum Bürgermeister gewählt.